# Islotes Nunatak Chico
Die Islotes Nunatak Chico (von spanisch islotes ‚Inseln‘, nunatak ‚Nunatak‘ und chico ‚Junge‘)  sind eine Gruppe kleiner Inseln im Palmer-Archipel westlich der Antarktischen Halbinsel. Sie liegen unmittelbar südöstlich der Rosenthal-Inseln und westlich der Anvers-Insel.
Argentinische Wissenschaftler benannten sie. Der weitere Benennungshintergrund ist nicht überliefert.